# 梭罗人
梭罗人（学名：Homo erectus soloensis）是直立人的亚种，得名于印尼爪哇岛上的梭罗河。1931年至1933年，德国古生物学家G·H·R·冯·孔尼华在此发现了距今55万年前至10万8千年前的古人类化石。梭罗人也被称为昂栋（Ngandong），此一名称来自发现化石的村落。
作为晚期的直立人，梭罗人的生存时代为不足约12万年前，与海德堡人相当，和早期智人也有重叠。梭罗人的大脑容量约为1,013—1,251 cm3（61.8—76.3 cu in），是直立人中大脑容量最大的亚种之一，而同为在印尼出土化石的爪哇人的大脑容量约为900 cm3（55 cu in）。另外梭罗人的文化也相当先进。
早期研究因有工具随梭罗人化石一同出土而认为梭罗人属于智人，甚至有人长期认为梭罗人是今日澳洲人种的先祖。但是，20世纪初的研究证明这种说法是错误的。对采集自桑义兰早期人类遗址、特立尼尔遗址和昂栋等地的18颗头盖骨化石的研究表明了梭罗人随时间演进的顺序。